# Dmytro Kotowski
Dmytro Wołodymyrowycz Kotowski (ukr. Дмитро Володимирович Котовський; ur. 8 listopada 2001) – ukraiński narciarz dowolny specjalizujący się w skokach akrobatycznych, olimpijczyk z Pekinu 2022. Pochodzi z Równego.

## Udział w zawodach międzynarodowych
| Impreza                     | Rok  | Gospodarz            | Konkurencja      | Miejsce |                      |      |       |               |     |
| --------------------------- | ---- | -------------------- | ---------------- | ------- | -------------------- | ---- | ----- | ------------- | --- |
| Impreza                     | Rok  | Gospodarz            | Konkurencja      | Miejsce | Igrzyska olimpijskie | 2022 | Pekin | indywidualnie | 15. |
| Mistrzostwa świata          | 2021 | Ałmaty               | indywidualnie    | 6.      |                      |      |       |               |     |
| Mistrzostwa świata          | 2021 | Ałmaty               | drużyna mieszana | 5.      |                      |      |       |               |     |
| Mistrzostwa świata          | 2023 | Bakuriani            | drużynowo        | 3.      |                      |      |       |               |     |
| Mistrzostwa świata juniorów | 2018 | Raubiczy             | indywidualnie    | 20.     |                      |      |       |               |     |
| Mistrzostwa świata juniorów | 2019 | Chiesa in Valmalenco | indywidualnie    | 4.      |                      |      |       |               |     |